# He-Man and the Masters of the Universe (DC-serie, 2012)
He-Man and the Masters of the Universe var en amerikansk serietidning baserad på Masters of the Universe, publicerad av DC Comics. Utgivningen inleddes i juni 2012. Serien publicerades fram till mars 2017 i två volymer, och har bland annat omfattat crossoverserier med Justice League.

### Fotnoter
1. ↑  ”Masters of the Universe (2012)” (på engelska). Comic Book Database. Arkiverad från originalet den 15 september 2015. https://web.archive.org/web/20150915125732/http://www.comicbookdb.com/title.php?ID=37415. Läst 22 juni 2018.
2. ↑  ”The Justice League Battle the Masters of the Universe” (på engelska). IGN. 10 maj 2013. http://www.ign.com/articles/2013/05/10/the-justice-league-battle-the-masters-of-the-universe. Läst 30 december 2015.